# Uruguays herrlandslag i vattenpolo
Uruguays herrlandslag i vattenpolo representerar Uruguay i vattenpolo på herrsidan. Laget slutade på 13:e plats i 1936 års olympiska turnering samt på 16:e plats i 1948 års olympiska turnering.

### Fotnoter
1. ↑  Todor Krastev (16 mars 1936). ”Men Water Polo Olympic Games 1936 Berlin (GER) - 08-15.08 Winner Hungary” (på engelska). Sport Statistics. Arkiverad från originalet den 29 juni 2015. https://web.archive.org/web/20150629125407/http://todor66.com/Water_Polo/Olympic/Men_1936.html. Läst 27 juni 2015.
2. ↑  Todor Krastev (16 mars 1948). ”Men Water Polo Olympic Games 1948 London (GBR) - 30.07-07.08 Winner Italy” (på engelska). Sport Statistics. Arkiverad från originalet den 5 juni 2015. https://web.archive.org/web/20150605040104/http://todor66.com/Water_Polo/Olympic/Men_1948.html. Läst 27 juni 2015.